# Armação dos Búzios
Armação dos Búzios, i folkmun även känt som Búzios, är en brasiliansk kommun och badort vid atlantkusten i delstaten Rio de Janeiro. Befolkningen uppgick år 2014 till cirka 30 000 invånare.

## Demografi
| Område | Areal (km²) | Invånarantal 1 augusti 2000 | Invånarantal 1 augusti 2010 | Invånarantal 1 juli 2014 |
| ------ | ----------- | --------------------------- | --------------------------- | ------------------------ |
| Kommun | 70,28       | 18 204                      | 27 560                      | 30 439                   |